# CANARIE (réseau)
Pour les articles homonymes, voir Canarie.

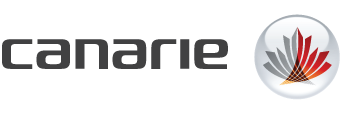
CANARIE logo, circa 2016

CANARIE est un organisme canadien, créé en 1993, à but non lucratif soutenu par ses membres, par ses partenaires de projet et par le gouvernement fédéral, qui déploie, exploite et fait évoluer un réseau de télécommunications à haut débit qui fédère les réseaux scientifiques provinciaux et, par leur entremise, les universités, les instituts de recherche, les laboratoires publics, les écoles ainsi que d'autres sites admissibles. Il les relie également à des réseaux internationaux similaires. Le réseau est appelé CA*Net ou CAnet.

## Principe général
CANARIE est un projet mené à l'initiative de divers établissements universitaires et de leurs partenaires industriels dans le domaine des réseaux et des technologies de l'information. En 2007, le consortium comporte 84 membres, pour la plupart des universités, des instituts de recherche et autres établissements d'enseignement supérieur, ainsi que plusieurs sociétés de haute technologie ainsi que des agences gouvernementales. Le siège social est situé à Ottawa en l'Ontario.
CANARIE maintient en permanence le réseau CAnet au goût du jour en y introduisant les toutes dernières améliorations technologiques du moment. CANARIE vise ainsi à faire du réseau CAnet une vitrine pour la recherche scientifique au Canada, à fournir aux chercheurs canadiens un moyen de coopérer plus efficacement sur certains projets. Il attire et fidélise des investisseurs et des partenaires industriels. Il peut recruter et maintenir en poste des acteurs et des personnalités talentueux (opérateurs de réseaux de recherche régionaux, personnel de laboratoires gouvernementaux et chercheurs) intéressés à mettre leurs moyens en commun pour avoir accès à des applications performantes et exigeantes en ressources informatiques.

## Historique
Le réseau initial "CAnet" a été créé en 1990 avec le soutien du Conseil National pour la Recherche. CANARIE a réalisé sa modernisation par étape, avec l'introduction de liaisons à 56 kbit/s en 1993, de liaisons à 10 Mbit/s en 1995, et par la suite à 20 Mbit/s. En 1996, la capacité agrégée passe à 100 Mbit/s et la technologie ATM est introduite dans le cadre d'un projet baptisé "National Test Network (NTN)".
En 1997, l'opérateur "Bell Advanced Communications" (connu par la suite en tant que Bell Nexxia, et actuellement Bell Canada) a reçu le mandat d'exploiter le réseau. Le projet "CAnet II" fut lancé sur les capacités de transmissions des liens NTN, de niveau OC-3 (155 Mbit/s) en cœur de réseau.
In 1998, CANARIE a déployé le réseau CA*Net 3, le premier réseau national pour l'enseignement et la recherche basé sur des technologies Internet Optique. La capacité du réseau devait atteindre 40 Gbit/s.
La version actuelle du réseau est baptisée "CAnet 4", et repose dans la plupart des cas sur des liaisons optiques de type OC-192 (10 Gbit/s).

## Dernières évolutions
CANARIE compte faire évoluer le réseau vers le concept du « réseau habillé par l'utilisateur », c'est-à-dire un réseau capable d'évoluer de manière très souple, avec affectation dynamique des ressources en fonction des besoins spécifiques des utilisateurs finals (calculs répartis, télécommander des instruments de recherche, coopération nationale et internationale, …).
En juillet 2007, CANARIE a déployé en Colombie-Britannique, en Alberta, en Ontario et au Québec des équipements optiques "eROADM" (multiplexeurs optiques d'insertion-extraction reconfigurables). ce qui augmente la souplesse du réseau et permet de simplifier l'exploitation opérationnelle. CANARIE a également déployé des solutions WDM avec des fonctions "eDCO" (electronic Dynamically Compensating Optics), qui facilitent l'interconnexion des sites en augmentant la portée à plus de 2 000 km, éliminant ainsi la nécessité d’avoir recours à des modules de compensation de la dispersion et à des amplificateurs connexes. Les nouveaux équipements utilisent la technologie CPL (Common Photonic Layer) de Nortel.